# Льюис (хребет)
Льюис — горный хребет длиной 260 км, расположенный в Скалистых горах на территории северной части американского штата Монтана и южной части канадской провинции Альберта. Возник в результате надвига Льюиса, начавшейся около 170 млн лет назад. Массивные докембрийские отложения толщиной 5 км, шириной 80 и длиной 260 км располагаются поверх отложений мелового периода.
Хребет Льюис располагается на территории
национального парка Уотертон-Лейкс в Канаде, национального парка Глейшер и
Комплекса дикой природы Боба Маршалла (национальные лесные массивы
Флэтхеда;
Льюиса и Кларка) в США. Через хребет проходит Американский континентальный водораздел.
Основные вершины хребта:
- Маунт-Кливленд[англ.] (3190 м), являющийся высочайшей вершиной национального парка Глейшер;
- Маунт-Стимсон[англ.] (3091 м);
- Маунт-Джексон[англ.] (3064 м);
- Гоуин-ту-зе-Сан[англ.] (2939 м);
- Чиф[англ.] (2768 м).
- Апикуни (2764 м)